# 国分淡路守
国分 淡路守（こくぶん あわじのかみ、生没年不明）は、日本の南北朝時代に陸奥国宮城郡国分寺郷にいた武士である。官名として淡路守を称したが、実の名は不明。陸奥国の国分氏の中で、同時代史料で確認可能な最初の人物である。1353年には国分寺郷を領地としていたが、1363年に少なくともその半分を取り上げられた。

## 系譜
国分淡路守の存在は後述の2史料によって確実だが、江戸時代に作られた国分氏の系図に淡路守を名乗った人物は見当たらない。国分氏の出自については、系図が示す平姓千葉氏系は誤りで、藤原姓長沼氏の出ではないかとする説がある。系図にない淡路守の存在と、長沼氏が何代か淡路守になっていた事実は、長沼氏説の傍証である。しかし、国分淡路守が国分氏の傍系であるために系図に現れないという可能性も捨てきれない。

## 活動
観応元年（1350年）から翌2年（1351年）の岩切城合戦で、国分氏は勝者の吉良貞家にくみした。
その2年後、文和2年（1353年）8月29日付で、北朝の奥州管領の斯波家兼の下僚は、国分淡路守に対し、宮城郡南目村の支配を石川兼光の代官に引き渡すよう命じた。兼光に与えられた南目村の支配が、元の領主の沢田氏に妨害されていたためである。南目は陸奥国分寺から北東2キロメートルほどの所である。淡路守が命じられたのは、このような近い場所に居館をおいていたからであろう。翌年12月20日付で斯波家兼は南目村を預け置いたと石川兼光に伝えた。そこに国分淡路守の名はないが、彼の働きの成果と思われる。
しかしその後、何らかの理由で国分淡路守は国分寺郷の半分の地頭職を取り上げられた。貞治2年（1363年）7月11日付の文書で、奥州管領大崎直持は、国分淡路守とその一族の跡地たる国分寺郷の半分を相馬胤頼に与えた。残りの半分の扱いは不明で、淡路守がこの時点で存命していたどうかもわからない。